# (33230) Libbyrobertson
1998 FC128 (asteroide 33230) é um asteroide da cintura principal. Possui uma excentricidade de 0.05093400 e uma inclinação de 5.31259º.
Este asteroide foi descoberto no dia 25 de março de 1998 por LINEAR em Socorro.